# Philautus erythrophthalmus
Philautus erythrophthalmus es una especie de rana que habita únicamente en el monte Muruk Miau, Borneo. 
Esta especie se encuentra amenazada de extinción debido a la destrucción de su hábitat natural.